# Velká synagoga (Milán)
Velká synagoga v Miláně, známá též jako Centrální synagoga (italsky Sinagoga centrale di Milano), je hlavní synagogou židovské obce v lombardské metropoli Miláně. Postavena byla roku 1892, v roce 1947 byla přestavěna a roku 1997 prošla celkovou rekonstrukcí. Od roku 1993 nese oficiální název Héchal David u-Mordechaj (česky Svatostánek Davida a Mordechaje). Stojí v ulici Via Guastalla číslo 19.